# Chris Cooley
Chris Cooley (født 11. juli 1982 i Powell, Wyoming, USA) er en tidligere amerikansk footballspiller, der spillede i NFL som tight end for Washington Redskins. Han kom ind i ligaen i 2004 og spillede hele sin karriere, frem til 2012, for Redskins.
Cooley blev to gange, i 2007 og 2008, udtaget til Pro Bowl, NFL's All Star-kamp.

## Klubber
- 2004-2012: Washington Redskins